# Sveriges herrlandslag i goalball
Svenska herrlandslaget i goalball representerar Sverige i goalball och har under många år varit framgångsrika sett till mästerskapsmeriter. Man har till exempel tagit medaljer vid tre av de fyra senaste paralympiska spelen.

## Meriter
- VM-guld 2002
- VM-silver 2006
- Paralympiskt silver 2004
- Paralympiskt brons 2000, 2008
- EM-brons 1997, 1999, 2005, 2009, 2011

## Landslagstruppen 2014
- Fatmir Seremeti
- Stefan Gahne
- Mikael Åkerberg
- Dzenan Ajdinovic
- Nils Posse
- Peter Weichel

## Förbundskaptener
- Peter Björkstrand
- Florim Seremeti